# 良原安美
良原 安美（よしはら あみ、1995年10月9日 - ）は、TBSテレビのアナウンサー。

## 来歴
神奈川県横浜市出身。明治学院高等学校、立教大学経済学部経済学科卒業。大学在学中の2015年11月1日、友人の勧めで応募した同年度の『ミス立教大学』に選出されたのを機にセント・フォースにスカウトされ、2016年1月には同事務所に所属した。3月からは日本テレビの『NEWS ZERO』のお天気キャスターに就任し1年間出演していた。さらに『ビッグコミックスピリッツ』2016年39号では、当時同番組の同僚キャスターだった井上清華（現：フジテレビアナウンサー）とともに表紙および巻頭グラビアを担当した。
2018年4月にTBSテレビ入社。同期入社のアナウンサーは宇賀神メグ、小林廣輝（2022年7月31日退社）、田村真子。同年8月24日、同期と共にTBSラジオ『ジェーン・スー 生活は踊る』において、公式にメディア初出演した。2019年4月に『サンデージャポン』、同年6月に『Nスタ』を担当。 2022年4月より、山本里菜の後任として『サンデージャポン』の進行アシスタントに就任（『Nスタ』と兼任）。

## 人物
- 趣味は読書とサウナ巡りで、特技は4歳から18歳まで習ったクラシックバレエ[6]。
- 実父はJALの現役パイロット[12][13]。また、俳優の豊川悦司と仲が良く、サーフィン仲間である[14]。

## 現在の出演番組

### テレビ
- Nスタ平日版（ニュースプレゼンター）
  - 全日出演 （2019年6月3日 ｰ 2020年9月18日）
  - 木曜以外出演 （2020年9月21日 - 2021年10月1日）
  - 代理キャスター （2020年12月28日[15]、2021年1月18日 - 1月22日）
  - 月、火曜出演 （2021年10月4日 ｰ 2025年3月25日)
- サンデー・ジャポン
  - 新人ジャーナリスト→サンジャポジャーナリスト（2019年4月7日 - 2022年3月27日)
  - 山本里菜の代理アシスタント[16]（2020年8月30日、同年9月6日、2021年3月21日)
  - 8代目進行アシスタント、サンジャポジャーナリスト（2022年4月3日 - ）

### ラジオ
- 今田耕司のお耳拝借!金曜日（2025年4月4日 - ）

## 過去の出演

### TBS入社後

#### テレビ
- はやドキ! （2018年10月 - 2019年3月、月曜・金曜）
- TBS NEWS（CS） （2018年10月 - 遅くとも2019年9月、金曜）
- イベントGO!（2018年10月 - 2019年9月）
- JNNフラッシュニュース （火曜）
- OAを見た後に…語らナイト (2024年5月10日 - (不定期))[17]

#### ラジオ
- 爆笑問題の日曜サンデー （第1 - 第4週アシスタント、2020年4月5日[18] -  2022年3月27日）
- 山形純菜 プレシャスサンデー（2019年11月3日、山形純菜休暇時のパーソナリティ代理）
- JUNK「爆笑問題カーボーイ」（2021年2月10日(9日深夜)、安住紳一郎・外山惠理と共に出演[19]）

### TBS入社前

#### テレビ
- NEWS ZERO（日本テレビ／2016年3月28日 - 2017年3月28日、月曜と火曜のみ出演、お天気コーナーを担当）

#### その他
- セント・フォース×ベビースターラーメン「恋（濃い）するチキン味（てりやき風味）」コレクションシール（2016年8月、おやつカンパニー）[20] - 井上清華とのカップリング
- 美学生図鑑[21]